# Antonio Andrés Sancho
Francisco Antonio Andrés Sancho (Aras de los Olmos, 13 aprile 1913 – Valencia, 24 gennaio 1985) è stato un ciclista su strada spagnolo.
Professionista dal 1935 al 1947, vinse tre tappe alla Vuelta a España.

## Palmarès
- 1939

Campionato spagnolo, Prova in linea
1ª tappa Vuelta a Aragón (Saragozza > Teruel)
5ª tappa Vuelta a Aragón (Huesca > Egea)
Classifica generale Vuelta a Aragón
- 1940

Trofeo Masferrer
- 1941

Campionato spagnolo, Prova in linea
Classifica generale Volta Ciclista a Catalunya
7ª tappa Vuelta a España
- 1942

20ª tappa Vuelta a España
- 1943

Classifica generale Vuelta a Levante
- 1944

Trofeo Masferrer
- 1946

2ª tappa, 2ª semitappa Vuelta a España

## Piazzamenti

### Grandi Giri
- Vuelta a España

1935: 18º
1941: 5º
1942: 3º
1945: 19º
1946: 7º